# Die Traumbude
Die Traumbude – vollständiger Titel Die Traumbude. Ein Künstlerroman – ist ein Roman des deutschen Schriftstellers Erich Maria Remarque, der 1920 veröffentlicht wurde. Er beschreibt das Leben und die Gefühlswelt der jungen Gäste und des Besitzers der Traumbude, einer kleinen Dachgeschosswohnung, die als künstlerischer und gesellschaftlicher Freiraum dient. Die Traumbude ist Remarques Romandebüt.

## Handlung
Der Maler und Dichter Fritz Schramm empfängt in seiner Dachgeschosswohnung, der Traumbude, junge Menschen mit künstlerischen Ambitionen. Darunter sind der Maler Fried, die junge Paula (genannt Paulchen), Trix Bergen, aber vor allem der angehende Komponist Ernst Winter und Elisabeth Heindorf. Während Ernst für seine Ausbildung zum Komponisten die meiste Zeit in Leipzig verbringt und dort eine Affäre mit der Sängerin Lanna Reiners beginnt, entwickelt sich Elisabeth immer mehr vom Mädchen zur Frau. Nachdem Ernsts Affäre abrupt zu Ende geht, kehrt er anlässlich des Todes seines Freundes Fritz Schramm in die Heimat zurück, wo er und Elisabeth sich ihre Liebe gestehen.

## Veröffentlichung
Das Buch erschien 1920 im kleinen Dresdner Verlag der Schönheit noch unter Remarques bürgerlichem Namen Erich Paul Remark und wurde kaum beachtet.
In deutscher Sprache wurde der Roman danach erst 1998 (anlässlich des 100. Geburtstages Remarques) und dann 2020 wieder aufgelegt. Auch nur wenige Übersetzungen sind erschienen, so dass der Text – ebenso wie fast das gesamte Frühwerk – heute immer noch nahezu unbekannt ist.
2020 – 100 Jahre nach der Erstausgabe – wurde der Roman von Thomas F. Schneider, Leiter des Erich Maria Remarque-Friedenszentrums, neu herausgegeben. Die kommentierte Neuausgabe erschien bei Kiepenheuer & Witsch mit Nachwort und einem umfangreichen Anhang. Sie enthält auch das vollständig editierte Tagebuch Remarques aus dem Jahr 1918.

## Hintergrund
Remarque hatte sich in den Jahren 1915–1917 dem sogenannten „Traumbudenkreis“ angeschlossen. Die bestimmende Figur dieses Kreises war der Osnabrücker Kunstmaler und Dichter Fritz Hörstemeier, den Remarque verehrte. Er widmete den Roman Hörstemeier und dessen „verstorbener Liebe“ Lucile Dittrichs, die im Roman als „Lu“ auftaucht. Der Roman spielt in Remarques Heimatstadt Osnabrück, die im Roman einerseits beschaulich wirkt, aber auch von moderner Hektik geprägt ist. Remarque verwendete authentische Orte und Straßennamen.
Die Figuren führen zahlreiche Gespräche über Kunst und Kultur, die Natur und das Leben. Dabei scheinen Remarques eigene Vorlieben hervor, so für die Musik von Chopin und Grieg oder die Gedichte von Goethe und Eichendorff. Remarque vermischt in dem Roman zeitgenössische ästhetische und philosophische Elemente wie Empfindsamkeit, Naturalismus, Nietzsches Naturphilosophie, Patriotismus und einen gewisser Körperkult.

## Kritik
Remarque wurde vorgeworfen, aufgrund der Nähe zum Verlag Die Schönheit und seiner zahlreichen Publikationen in der gleichnamigen Zeitschrift, in der nachweislich spätere Nationalsozialisten publizierten, von faschistischer Ideologie selbst nicht weit entfernt zu sein. So finden sich in Die Traumbude Anklänge völkischer Ideologie, daneben aber auch Bekenntnisse zu europäischen Nachbarländern (siehe Abschnitt Kontext und Analyse).
Insbesondere Kritiker aus dem linken Lager warfen Remarque auf Basis der Traumbude eine Nähe zu rechtsradikalen und antisemitischen Positionen vor. von denen er sich jedoch bereits 1920 distanziert hatte.
Remarque selbst erklärte in einem Interview 1963, Die Traumbude sei in einer jugendlichen Orientierungsphase entstanden, in der er ausprobiert und zuweilen auch „preziös“ geschrieben habe. Er sei froh, dass dieser frühe Text größtenteils in Vergessenheit geraten sei.

## Ausgaben
- Die Traumbude. Ein Künstlerroman. Verlag der Schönheit, Dresden 1920 (Bücherei der Schönheit, Vierter Band).
- Die Traumbude. Ein Künstlerroman. Mit einem Nachwort von Thomas F. Schneider. Kiepenheuer und Witsch, Köln 2020, ISBN 978-3-462-05468-2.